# Mirosław Ferić
Pour les articles homonymes, voir Ferić.
Mirosław Ferić (né le 17 juin 1915 à Travnik, Autriche-Hongrie - mort le 14 février 1942 à Northolt, Royaume-Uni) est un pilote de chasse polonais, as des forces armées polonaises de la Seconde Guerre mondiale.

## Biographie
Mirosław Ferić est né à Travnik en Autriche-Hongrie (aujourd'hui Bosnie-Herzégovine) d'un père croate (mort pendant la Première Guerre mondiale et d'une mère polonaise. En 1919 il s'installe avec sa mère et ses frères en Pologne. En 1938 il termine l'École des cadets officiers de la force aérienne à Dęblin, puis il reçoit son affectation à la 111 escadrille de chasse (111 eskadra myśliwska)
Lorsque la guerre éclate, Ferić combat au sein de son escadrille. Le 3 septembre 1939 son avion est endommagé, Ferić doit sauter en parachute. Cinq jours plus tard, il remporte sa première victoire en abattant un Hs 126. Le 17 septembre 1939 il est évacué avec toute son unité en Roumanie. Peu après il arrive en France où il continue à se battre. Après la bataille de France il gagne l'Angleterre et reçoit son affectation à la 303e escadrille de chasse polonaise. Le 3 mai 1941 Ferić est promu lieutenant.
Le 14 février 1942 Mirosław Ferić périt dans un accident lors d'un vol d'entraînement.
Le lieutenant Ferić est titulaire de 9 victoires homologuées.

## Décorations
- Ordre militaire de Virtuti Militari
- La croix de la Valeur Krzyż Walecznych - 2 fois
- Distinguished Flying Cross - britannique

## Postérité
À Ostrów Wielkopolski une rue ainsi qu'une école portent le nom de Mirosław Ferić.